# Palazzo Vescovile (Parma)

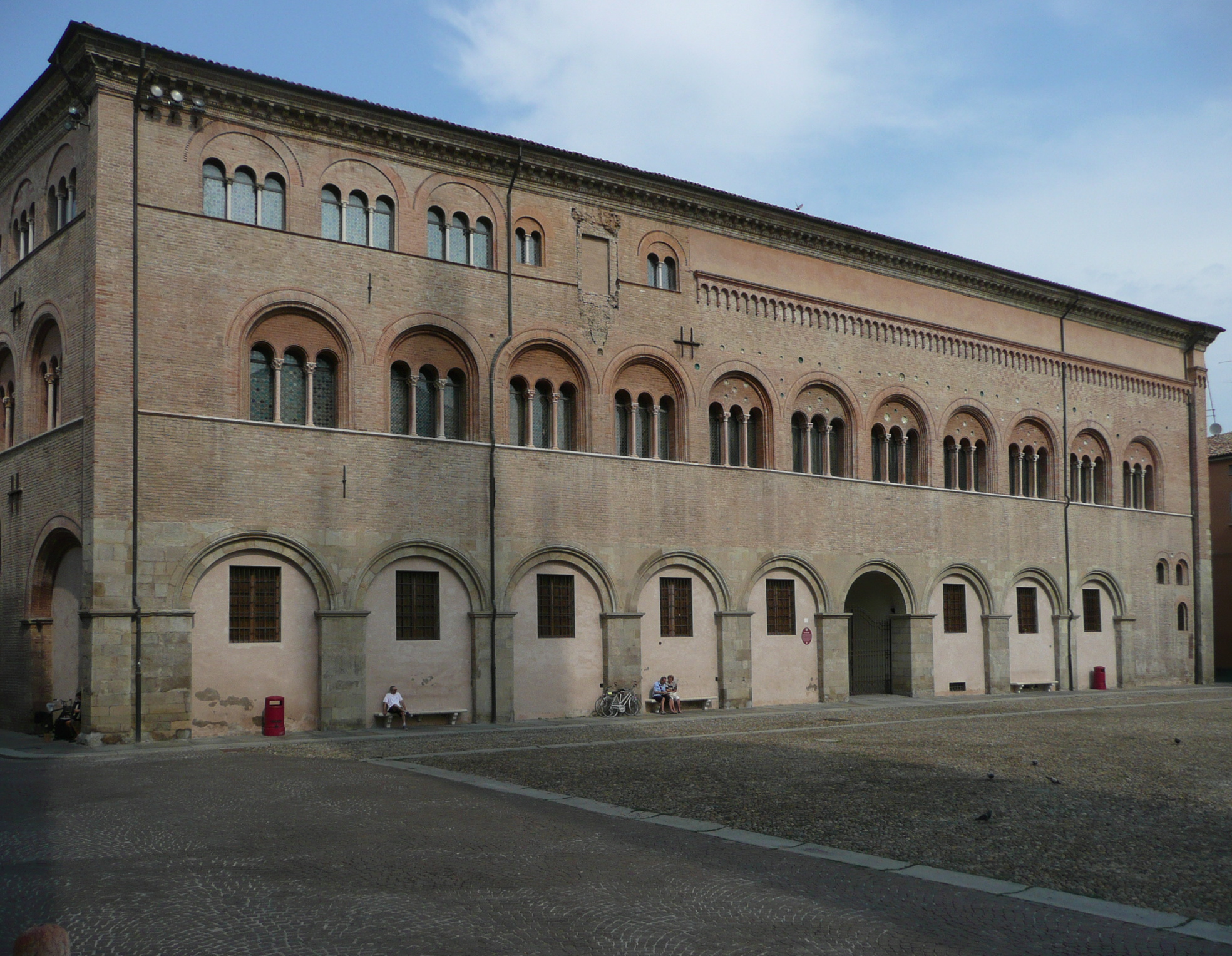
Palazzo Vescovile in Parma, Hauptfassade zur Piazza Duomo hin

Der Palazzo Vescovile (dt.: Bischöflicher Palast) ist ein Palast in romanischem Stil im historischen Zentrum von Parma in der italienischen Region Emilia-Romagna. Er liegt an der Piazza Duomo 1 gegenüber dem Dom und beherbergt den Sitz des Bistums Parma und das Diözesanmuseum.

## Geschichte

### Mittelalter
Der erste Teil des Palastes mit dem Turm und einem Teil der Fassade an der Vicolo al Vescovado wurde laut dem größten Teil der Gelehrten zwischen 1045 und 1055 im Auftrag des Bischofs Cadalo errichtet, der von 1045 bis 1072 in Parma im Amt war und unter dem Namen Honorius II. zum Gegenpapst gewählt wurde und dies von 1061 bis 1064 war. Einige Geschichtswissenschaftler gehen jedoch von einem späteren Bauzeitraum aus, vom Ende des 11. Jahrhunderts bis zum Anfang des 12. Jahrhunderts, genauer während des Episkopates des Heiligen Bernardo degli Uberti, der das Amt von 1106 bis 1133 bekleidete.
1172 wurde die Bischofsresidenz, die deutlich als Verteidigungsgebäude zu erkennen war, im Auftrag von Bischof Bernardo II., der von 1169 bis 1194 im Amt war, aufgestockt und entlang der heutigen Vicolo al Vescovado erweitert.
Eine letzte und substanzielle Erweiterung wurde zwischen 1232 und 1234 durchgeführt, als Bischof Grazia, der das Amt von 1224 bis 1234 bekleidete, die elegante, romanische Fassade zur Piazza Duomo hin nach Plänen eines gewissen Rolandello oder Rolandino errichten und die gesamte Westseite des Gebäudes aufstocken ließ.

### Renaissance

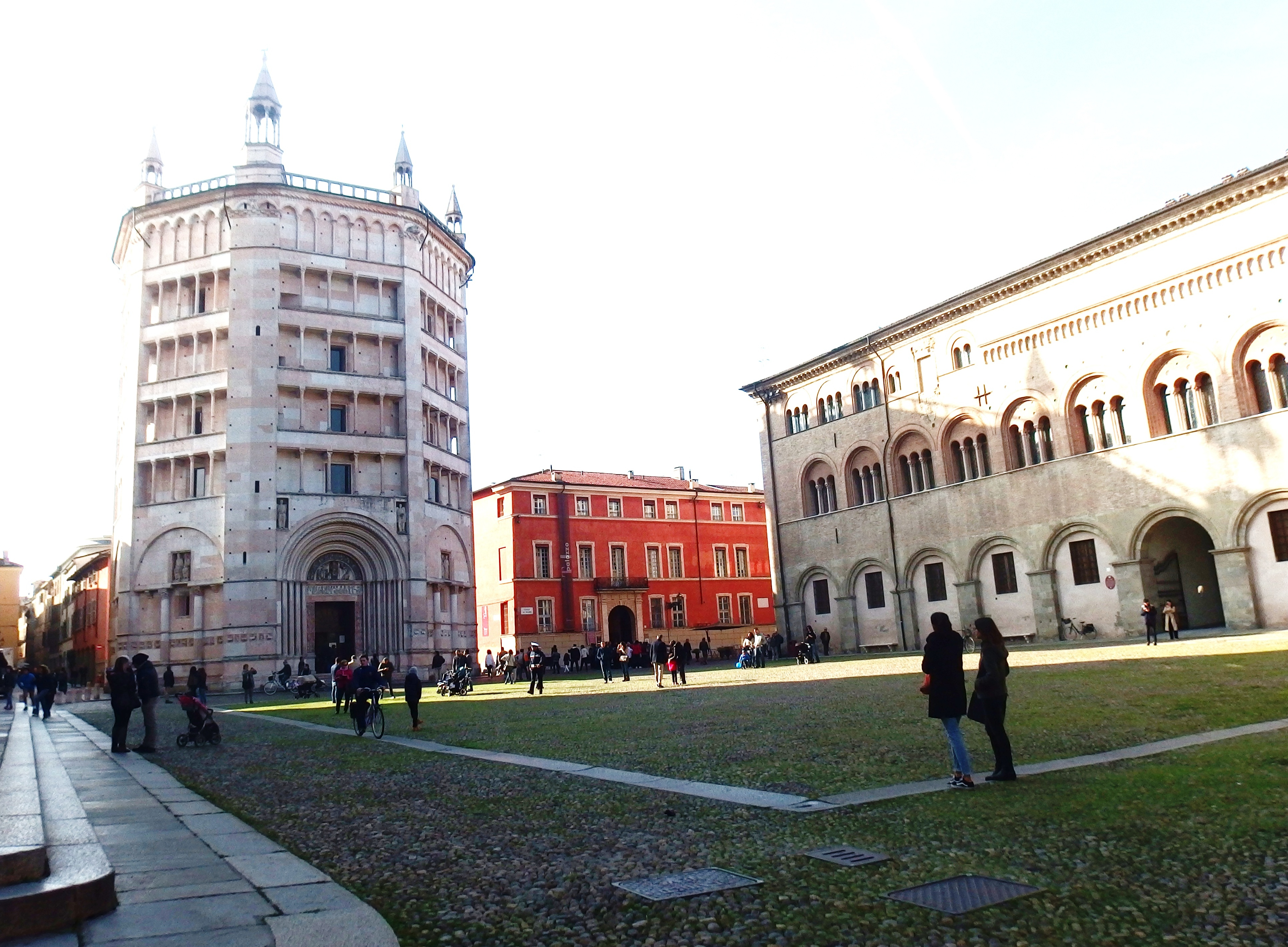
Baptisterium (um 1200) und Palazzo Vescovile

In der zweiten Hälfte des 15. Jahrhunderts ließ Bischof Sagramoro Sagramori, der von 1476 bis 1482 in Parma wirkte, die Vorhalle zur Piazza Duomo hin schließen, um eine Reihe von zusätzlichen Räumen zu erhalten, und den Innenhof mit einem Schachbrettmuster bemalen.
Wenige Jahre später ließ Bischof Giovanni Antonio Sangiorgio, der von 1499 bis 1509 im Amt war, die Nordseite der Fassade aufstocken, damit sie ihrem Südteil gleichsah, wobei er die Zinnen entfernen und das Renaissance-Traufgesims in Terracotta errichten ließ. Innen ließ er darüber hinaus die zweistöckige Loggia an der Süd-, West- und Nordseite des Innenhofes erbauen.
Der Umbau in ein Wohngebäude der Renaissance wurde von Kardinal Alessandro Farnese, dem dauernden Administrator der Kirche von Parma ab 1509 und späterem Papst Paul III., eingeleitet. Von da an waren in dem Palast zahlreiche bekannte Persönlichkeiten zu Gast, zuletzt der Herzog Ottavio Farnese.

### Barock
Von der Mitte des 17. Jahrhunderts und dem Beginn des 18. Jahrhunderts griffen die Bischöfe Girolamo Corio (1650–1651), Carlo Nembrini (1652–1677) und Giuseppe Olgiati (1694–1711) in den Bau ein und ließen einige Verzierungen in den Innenräumen anbringen.
In den folgenden Jahren, während des langen Episkopates von Bischof Camillo Marazzini (1711–1760) wurde der Palast vollständig umgebaut; es wurden eine Barockfassade angebaut und die Innenräume radikal verändert. Unter anderem wurde die Haupttreppe neu gebaut und die gesamte Loggia aus der Renaissance im Innenhof geschlossen.

### 20. Jahrhundert
1911 rief Bischof Guido Maria Conforti (1907–1931), der erkannte, dass das Gebäude statisch sehr instabil geworden war, die Soprintendenza für Denkmäler in Bologna, die in den Jahren 1925 und 1926 Restaurierungsarbeiten an der Hauptfassade und an den beiden Teilen der Südfassade durchführen ließen, bei denen die mittelalterlichen Dreifachfenster ans Licht gebracht wurden. Nach und nach wurden von 1935 bis 1939 die Erdgeschossräume der beiden Gebäudeseiten und die Versammlungshalle im ersten Obergeschoss restauriert.
Von 1957 bis 1959, während des Episkopats von Bischof Evasio Colli (1932–1971), wurde unter der Ägide der Soprintendenza in Bologna der Innenhof restauriert, wobei die Renaissance-Loggia wieder sichtbar gemacht wurde.
Nach und nach wurden Restaurierungs- und Erhaltungsarbeiten durchgeführt und darüber hinaus solche zur Konsolidierung und außerordentlichen Wartung.

## Beschreibung

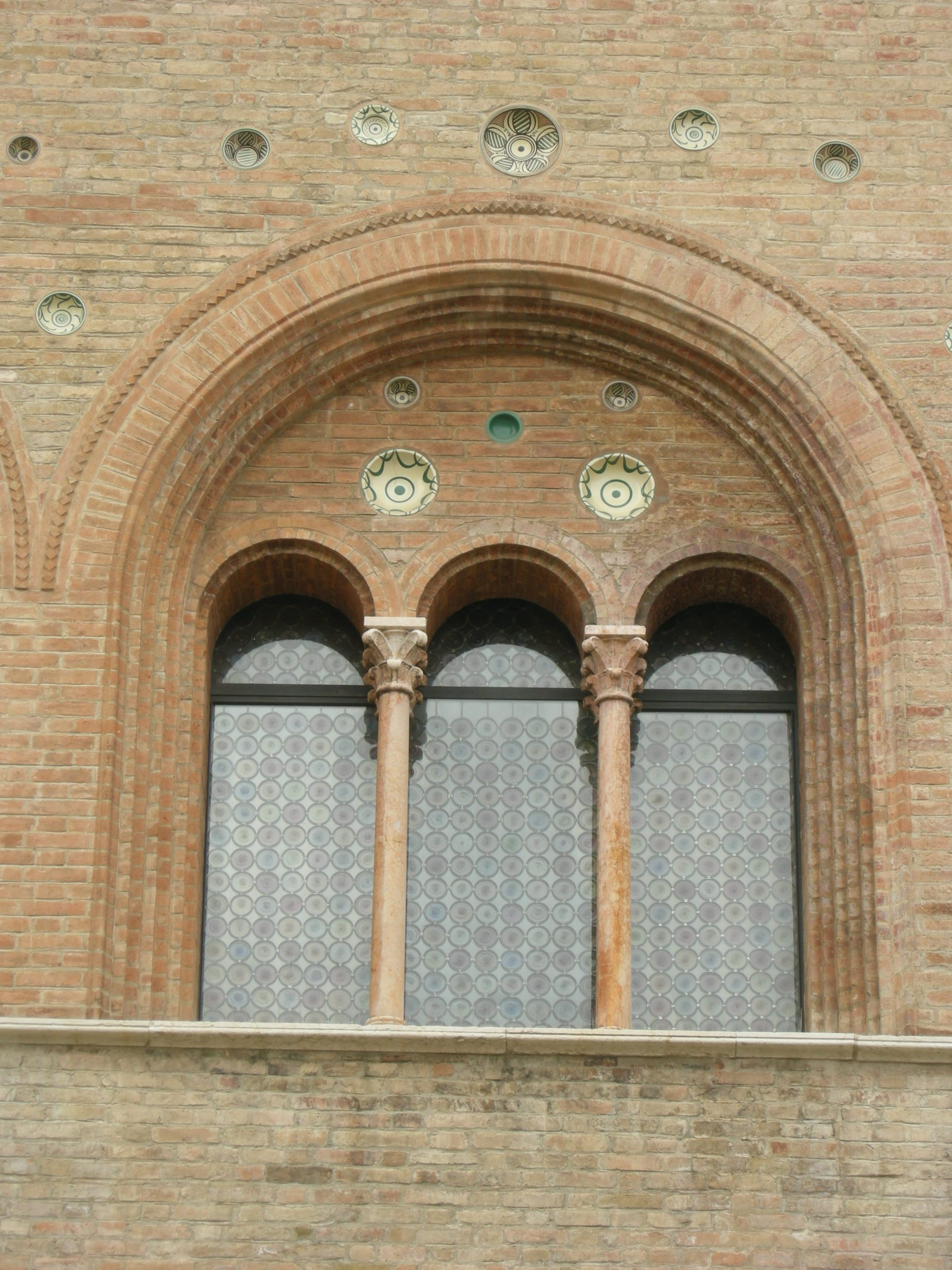
Ein mittelalterliches Dreifachfenster im ersten Obergeschoss

Der große Palast ist um den großen Innenhof herum errichtet und bildet einen gesamten Häuserblock.
Die lange Hauptfassade und die Südfassade sind im Erdgeschoss durch eine Vorhalle mit Pilastern aus großen Steinquadern gekennzeichnet, die in der Renaissance verschlossen wurde. Die oberen Stockwerke sind aus Ziegelmauerwerk gebaut und das erste Obergeschoss ziert eine Reihe bemerkenswerter, romanischer Dreifachfenster mit Bögen, geteilt durch dünne Doppelsäulen aus rotem Marmor aus Verona. Im Nordteil der Hauptfassade gibt es im Inneren und über den Tympana der Dreifachfenster zahlreiche Patere (kreisrunde Reliefe) in Keramik. Im zweiten Obergeschoss gibt es – mit Ausnahme der Nordhälfte, die ursprünglich niederer und mit einer Terrasse versehen war – eine weitere Reihe von Dreifachfenstern geringerer Größe und darüber hinaus zwei Doppelfenster im Mittelteil. Oben an den Fassaden verläuft ein hohes Renaissance-Traufgesims aus Terracotta, das sich auch auf die Nordseite erstreckt, auf der es auch ein elegantes, mittelalterliches Traufgesims mit etwas geringerer Höhe gibt.
Der älteste Kern zur Vicolo al Vescovado hin besteht vollständig aus Mauerwerk und ist durch den Turm gekennzeichnet, der sich an der Nordwestecke erhebt, sowie durch das breite Bogenportal mit Rahmen aus Steinblöcken aus romanischer Zeit und Spuren von Doppelfenstern.
Der Innenhof ist im Erdgeschoss von der Renaissance-Vorhalle mit Sandsteinsäulen umgeben, über der sich auf drei Seiten gegenüber dem Eingang die elegante Loggia erhebt. Es gibt zwei Wappen des Bischofs Sangiorgio auf der Kolonnade und seine Initialen auf zahlreichen Architraven. Auf der Ostseite sieht man dagegen die Spuren zweier mittelalterlicher Dreifachfenster, von denen eines, das mit Tempera dekoriert ist, eine kleine Säule aus rotem Veroneser Marmor und ein Kapitell aus Stein enthält.
Das Diözesanmuseum liegt im Flügel des Palastes entlang der Vicolo al Vescovado.